# Felipe de Marichalar e Bourbon

Brasão de armas de Felipe de Marichalar e Bourbon.

Felipe Juan Froilán de Todos os Santos de Marichalar e Bourbon,(Felipe Juan Froilán de Todos los Santos de Marichalar y Borbón; Madrid, 17 de julho de 1998) é o filho mais velho da Infanta Elena de Espanha e de seu ex-marido, Jaime de Marichalar, a duquesa e o ex-duque de Lugo. É o primeiro neto dos reis eméritos da Espanha, João Carlos I e Sofia da Grécia, sendo assim sobrinho do atual rei, Filipe VI. Atualmente ocupa o quarto lugar na linha de sucessão ao trono espanhol.
Froilán, como é mais conhecido pela imprensa, possui uma irmã mais nova: Victoria.
Se não vigorasse na Espanha a lei sálica, que garantiu que seu tio herdasse a coroa por ser o filho mais velho do sexo masculino, sua mãe teria sido coroada e Froilán teria sido herdeiro do trono após sua mãe.

## Nascimento e batismo
Froilán nasceu em 17 de julho de 1998, em Madrid, sendo o primeiro neto do rei João Carlos. Ao nascer, ocupava o terceiro lugar na linha de sucessão. Seu pai ficou encarregado de anunciar aos meios de comunicação mundiais o seu nascimento e fez um brinde com os jornalistas para festejar, porém, só foi apresentado pelos seus pais perante a sociedade alguns dias depois do seu nascimento. Na ocasião, pesava 3,5kg.
Em 4 de outubro de 1998, foi batizado no salão de audiências do Palácio da Zarzuela. O Cardeal Antonio María Rouco Varela presidiu a cerimônia. A água utilizada veio do Rio Jordão.
Seus padrinhos foram: o seu avô materno, o rei João Carlos I, e a sua avó paterna, Concepción Sáez de Tejada.
Felipe Juan Froilán de Todos os Santos de Marichalar e Bourbon foi nomeado por seu tio, Filipe, o Príncipe de Astúrias; "Juan" em homenagem ao seu bisavô, o Conde de Barcelona; "Froilán" à padroeira da cidade de Lugo (cujo ducado é de sua mãe); e "de Todos os Santos" por tradição na família real espanhola. Embora a imprensa geralmente se refira a ele como Froilán, é chamado de Felipe ou Pipe por sua família e amigos próximos.

## Educação e interesses
Froilán iniciou sua educação em uma creche nas localidades. Seu ensino primário aconteceu no Colégio San Patrício de Madrid, onde, mais tarde, também estudou sua irmã Victoria. Aos 13 anos, foi matriculado num internato no condado de Sussex, na Inglaterra, para melhorar seu inglês. Depois voltou à Espanha, ao Colégio Santa María del Pilar, onde repetiu de ano duas vezes, o que levou seus pais a serem obrigados a procurar outra escola. A escolha recaiu sobre outro internato, o colégio religioso Sagrada Familia de Siguenza, considerado "linha dura". Neste colégio a pontualidade é regra fundamental e as visitas à família aos fins de semana só são permitidas consoante as notas. Telemóveis, iPad's e mp3's são proibidos. As notas melhoraram.
Posteriormente Froilán continuou seus estudos num internato militar, nos Estados Unidos.
Como parte de sua criação e da tradição católica da família real da Espanha, Froilán fez sua Primeira Comunhão em 24 de maio de 2007, 32 anos após a última cerimônia do tipo realizada na família real: a de seu tio Filipe.
Estudou no ensino superior em Madrid no College of International Studies. Quando terminou o curso, continuou sem qualquer trabalho conhecido, divertindo-se na noite madrilena.
Entre seus interesses estão as atividades náuticas, como as aulas de vela, incentivadas principalmente por sua avó, a rainha Sofia. Também lhe interessam as touradas. No verão, é presença constante em Palma de Maiorca para as férias com seus pais, avós, tios e primos.
Em meados de 2015, pouco antes de Froilán completar 17 anos, a imprensa noticiava que ele estaria namorando uma jovem chamada Carlota, algo que por fim não foi confirmado.
No verão de 2017, a imprensa noticiou o namoro de Felipe Fróilan com Mar Torres Fontes, uma jovem herdeira de uma família com atuação na indústria de agroalimentoas. 
Em 2023, depois de se ter envolvido em vários escândalos, entre os quais confrontos com armas brancas entre jovens alcoolizados teve de se afastar do foco mediático, “exilando-se” nos Emirados Árabes, junto do avô, Juan Carlos.

## Acidente com arma e outras polêmicas
Em abril de 2012, Froilán, com apenas 13 anos de idade, disparou sobre o próprio pé durante uma caçada, sendo que não tinha idade para manusear armas de fogo.
Considerado como "o rebelde" da família, a imprensa costuma dar grande atenção ao destempero do "neto favorito" do ex-rei João Carlos. Tornaram-se famosas histórias como a briga entre Froilán e um de seus primos, pequenas questões públicas  e seu mau desempenho escolar, o que obrigou seus pais a trocá-lo de colégio várias vezes.
Entre 2015 e 2017, Felipe estudou nos EUA, num colégio de orientação religiosa considerado "linha-dura". Tratava-se do Blue Ridge, em Saint George, no estado da Virgínia.
Depois de sua formação neste colégio, apesar da oposição dos pais e da avó Rainha Sofia que preferiam que ele voltasse aos EUA, Felipe optou por estudar na Espanha. 

### Acusação de racismo
Em meados de 2015, Froilán estava na fila para entrar na montanha russa do Parque de Atrações de Madrid quando, ao tentar fazer batota e passar à frente de outros visitantes, um rapaz com traços orientais lhe chamou a atenção. "Cala-te, chinês imundo!", terá respondido Froilán. O caso não acabou aí: ao ser repreendido por um dos monitores do parque perguntou-lhe: "Sabe com quem é que está a falar?" e lembrou-lhe que é o quarto na linha de sucessão ao trono da Espanha.

### Discussão com o primo
Numa temporada de férias em Palma de Maiorca, Froilán deu uma cabeçada ao primo Pablo, filho da Infanta Cristina, e ameaçou-o com um ferro. Segundo fontes, se ninguém tivesse intervindo na situação, algo de grave poderia ter acontecido.

## Aparições públicas
Como um membro da Casa Real espanhola, ele ocasionalmente aparece com a Família Real para determinados eventos.

## Títulos e estilos
- 17 de julho de 1998 - presente: "Sua Excelência, Dom Felipe Juan Froilán de Todos os Santos de Marichalar e Bourbon, Grande de Espanha."

Desde o nascimento, Froilán é legalmente intitulado "Sua Excelência". Todas as crianças da Infanta Elena e da Infanta Cristina ostentam o estilo de "SE Dom/Dona", como convém aos filhos de uma Infanta de Espanha. Apesar de não terem um grande título nobiliárquico, todos os netos do rei João Carlos I, sem distinção, são membros oficiais da família real espanhola.
Algumas vezes, Froilán é mencionado na mídia como "Príncipe Felipe Froilán".